# المسرح في اليمن
عُرض المسرح في اليمن منذ أوائل القرن العشرين. إنه، كما هو الحال في أي مكان آخر، نوع عام واجتماعي: تقام العروض في المراكز الثقافية، في الجامعات، في المدارس ومعاهد اللغات، في الحدائق العامة والساحات، وكذلك في التجمعات الأكثر حميمية، مثل احتفالات الزفاف.
حسب إحصاء عالم المسرح اليمني، قدم ما لا يقل عن خمسمائة مسرحية من جميع الأنواع في اليمن على مدار القرن الماضي، منها حوالي ثلاثمائة وسبعين مسرحية لمؤلفين يمنيين من امثال محمد عبد الله مثنى محمد عبد الله مثنى و كذلك سعيد عولقي و نوال ناجي المصري التي قدمت للمسرح اليمني مسرحية ابرهه إلى اين هناك وقد مثلت معظم النصوص المسرحية التي حصلت على جائزة رئيس الجمهورية بين الاعوام من 2006 حتى عام 2010م رافد هاما للمسرح اليمني بلاضافة الى دور المسرح الجامعي اليمني في جامعة صنعاء وقد قدم المسرح الجامعي عدد من النصوص المسرحية لكتاب يمنين منها مسرحية يصرف كمبيوتر لأهل الكهف من تأليف علي بن صالح المصري أيضًا حوالي مائة نص مسرحي يمني منشور. اتخذت بعض هذه المسرحيات مواضيع يمنية فريدة كموضوع لها لحظات معينة أو شخصيات مشهورة من التاريخ اليمني، مثل بلقيس، ملكة سبأ الأسطورية. ثورة 1962 ضد إمامة حميد الدين في الشمال. أو ثورة 1967 ضد القوات الاستعمارية البريطانية في الجنوب. لكن العروض اليمنية استفادت أيضًا من تقاليد أخرى، بما في ذلك الدراما المصرية، مثل أعمال يوسف إدريس وألفريد فرج وتوفيق الحكيم، ونصوص لكتاب مسرحيين أوروبيين مثل ويليام شكسبير وجان راسين وبرتولت بريخت ولويجي بيرانديللو. تختلف العروض من حيث النوع من المأساة إلى الكوميديا المرتجلة، ومن المسرح الموسيقي إلى المسرح التجريبي، ومن المسرحيات الطبيعية إلى المسرح العبثي.

## تاريخ[4]
وفقًا لمؤرخ المسرح اليمني سعيد العولقي، فإن أول مسرحية قام بها ممثلون يمنيون علنًا كانت مسرحية لشكسبير يوليوس قيصر، مترجمة إلى العربية، وقد عُرضت في مدينة عدن عام 1910. أثبت شكسبير شعبيته لدى الجماهير اليمنية: شهدت العقود اللاحقة عروضًا لروميو وجولييت وهاملت وتاجر البندقية وعطل. لكن الكتاب المسرحيين والممثلين اليمنيين قاموا أيضًا بإنشاء نصوصهم الخاصة. سعت بعض هذه المسرحيات إلى انتقاد قوات الاحتلال البريطاني في عدن والمنطقة المحيطة بها، والمطالبة بالاستقلال. كان البعض الآخر أقل وضوحًا في السياسة - كوميديا رومانسية، أو مسرحية للأحداث التأسيسية في التاريخ الإسلامي. عرض أول كوميديا كاملة باللهجة اليمنية، مسرور مبروك، طرفيشة وشربان، في عام 1941. غالبًا ما كانت العروض في العقود الأولى من القرن العشرين تُقام في الساحات العامة أو في المدارس، نظرًا لعدم وجود مسارح في حد ذاتها. كان الممثلون من الرجال فقط، كما كان الحال في العصر الإليزابيثي، واشتهر البعض بأداة الشخصيات النسائية. وظل هذا هو الحال حتى عام 1956، عندما أصبحت نبيهة عظيم أول امرأة يمنية تظهر على المسرح. من المهم أيضًا ملاحظة أنه في النصف الأول من القرن العشرين، أقيمت جميع العروض تقريبًا في جنوب اليمن، وعلى الأخص في عدن. في الشمال، في ظل الإمامة، كانت العروض المسرحية أكثر ندرة.
كانت الستينيات عقدًا من الثورة في كل من الشمال والجنوب، والعديد من العروض اليمنية من هذه السنوات اتخذت الثورة موضوعًا لها، مما انعكس على الاضطرابات العسكرية والسياسية وتحديات بناء دول ومجتمعات جديدة. أظهرت حكومتا الجمهورية العربية اليمنية وجمهورية اليمن الديمقراطية الشعبية (شمال وجنوب اليمن على التوالي) اهتمامهما بالمسرح من خلال إنشاء فرق المسرح الوطنية ودعم المهرجانات المسرحية. واجه المسرح اليمني تحديات جديدة في الثمانينيات نتيجة الأزمات الاقتصادية والاضطرابات السياسية (حرب 1979 بين شمال وجنوب اليمن، حرب أهلية في الجنوب عام 1986). الاحتفالات التي استقبلت توحيد الشمال والجنوب بالجمهورية اليمنية عام 1990 لم تدم طويلاً. اندلعت الحرب الأهلية عام 1994، وسط خلفية من المصاعب الاقتصادية الناجمة عن طرد العمال اليمنيين من المملكة العربية السعودية في أعقاب حرب الخليج الأولى. ومع ذلك، استمرت العروض بشكل مستقل وتحت رعاية الحكومة، التي رعت مهرجانات مسرحية مهمة في التسعينيات عرضت أعمال الفرق المسرحية من كل محافظة من محافظات اليمن.
شهد القرن الحادي والعشرون عودة ظهور المسرح في اليمن، حيث رعت السفارات الأجنبية والمنظمات الدولية غير الحكومية والمنظمات والمعاهد المحلية الإنتاج المسرحي. ومن أبرز الممثلين والمخرجين المعاصرين في اليمن عمرو جمال وفرقة خليج عدن التمثيلية وأمين هزابر ونرجس عباد ونبيل حزام وإبراهيم الأشموري وصالح الصالح. أضافت صفحة الويب العالمية لشكسبيرز، التي يستضيفها معهد ماساتشوستس للتكنولوجيا، مؤخرًا أول صفحتها على الإطلاق تعرض إنتاجًا يمنيًا، مشهد من أيسمور معيش السراج، من إخراج هزابر (2012، 2013).

## فهرس

### كتب باللغة العربية
- الاسمر حسين.(المسرح في اليمن: تجربة وطموح)، مطبعة المنار العربي، الجيزة 1991.
- العولقي سعيد. (سبعون عاماً على المسرح اليمني)، دائرة النشر و التاليف -عدن 1983
- المقالح، عبد العزيز. (عناصر المسرح في اليمن). المؤسسة العامة للدرسات والنشر بيروت 1999.
- سعيد عبد المعيد محمد. (نمو وتطور المسرح في اليمن، 1910-2000). وزارة الثقافة، صنعاء، 2010.
- سيف ويحيى محمد. عالم الأدب والفن المسرح في اليمن (أسماء عظيمة في أدب وفن المسرح في اليمن)، الهيئة العامة للكتاب، صنعاء 2006.
- سيف ويحيى محمد. المختصر المفيد في المسرح العربي الجديد المسرح في اليمن. المعهد العربي للمسرح، الشارقة 2009.

### كتب ومقالات أكاديمية باللغة الإنجليزية
- كاتون وستيفن سي وكاثرين هينيسي ومحمد شرف الدين. "الأدب اليمني". في اليمن: سلسلة الجغرافيا والثقافة العالمية. ABC-CLIO، 2013.
- هينيسي، كاثرين. "تنظيم احتجاج: النقد الاجتماعي والسياسي في المسرح اليمني المعاصر." في محكوم عليه بالأمل: مقالات عن المسرح العربي. اياد حسامي. بلوتو، 2012.
- هينيسي، كاثرين. "المجتمع اليمني في دائرة الضوء: المسرح والسينما في اليمن قبل وأثناء وبعد الربيع العربي." في لماذا اليمن مهم: مجتمع في مرحلة انتقالية، أد. هيلين لاكنر. الساقي، 2014.
- المقالح عبد العزيز. "اليمن" في الموسوعة العالمية للمسرح المعاصر، المجلد. 4: العالم العربي. عبر. مها وطوني شحادة. إد. دون روبين. روتليدج، 2013.

## أعمال بارزة
- جزاء الخيانة 1948. محمد الدقمي. تكيف يمني لرواية عطيل لشكسبير، مع إعادة كتابة المشهد الأخير كنهاية سعيدة.
- الطريق إلى مأرب 1976. محمد الشرفي.
- الفأر في قفص الاتهام 1977. عبد الكافي محمد سعيد.
- الجرة 1978. حسين الاسمر. اقتباس يمني لقصة / كوميديا لويجي بيرانديللو باللهجة الصقلية، الجيارا.
- المتقدون 1978. التكيف اليمني للكوميديا الوحيدة جان راسين الخصوم.
- جريمة في شارع المطاعم، 2009. وجدي الأهدل (تأليف)، أمين هزبر (مخرج).
- معك نازل ، 2009، وكارت أحمر (بطاقة حمراء)، 2010، عود ثقاب (عود الثقاب) (2011)تأليف واخراج عمرو جمال.
- وجهان لعملة واحده (تأليف) علي صالح المصري 2011. إخراج صالح الصالح. اقتباس يمني من رواية علي جناح التبريزي وخادمته قفة ألفريد فرج.
- دعمامستان (2013). محمد القعود (كاتب) وأمين هزابر (مخرج).[12]
- السفينه 2011 علي صالح المصري  (كاتب) امين هزبر (مخرج )[13]